# ما به لرزه درمی‌آوریم
«ما به لرزه در می آوریم» (به انگلیسی: We Rock) عنوان چهارمین تک‌آهنگ گروه هوی متال دیو است که در سال ۱۹۸۴ با آلبوم ای‌پی آخر صف منتشر شد. این آهنگ تقریباً در تمامی اجراهای زنده دیو، اجرا شده‌است. اگر چه که این آهنگ به مقام خاصی نائل نیامده است ولی یکی از محبوب‌ترین آهنگ‌های گروه دیو است. همچنین این قطعه در چندین آلبوم گردآوری شده نیز وجود دارد.